# Sarıyer Belediyesi Spor Kulübü 2022-2023
Questa voce raccoglie le informazioni riguardanti il Sarıyer Belediyesi Spor Kulübü nelle competizioni ufficiali della stagione 2022-2023.

## Stagione
Il Sarıyer Belediyesi Spor Kulübü non utilizza alcuna denominazione sponsorizzata nella stagione 2022-23.
Partecipa al suo ottavo campionato di Sultanlar Ligi ottenendo un settimo posto al termine della regular season: si qualifica quindi per i play-off per il quinto posto, dove viene sconfitto in semifinale dal Nilüfer e nella finale per il settimo posto dall'Aydın BB. In Coppa di Turchia si spinge fino ai quarti di finale, dove viene estromesso dall'Aydın BB.

## Organigramma societario
Area direttiva
- Presidente: Hayrettin Dereli

Area tecnica
- Allenatore: Hasan Çelik
- Allenatore in seconda: Emin Abilov
- Assistente allenatore: Onur Daşdemir, Görkem Kazan
- Scoutman: Canberk Akyıldız

## Rosa
| N° | Nome                | Ruolo | Data di nascita  | Nazionalità sportiva |
| -- | ------------------- | ----- | ---------------- | -------------------- |
| 1  | Simay Kurt          | L     | 29 luglio 2000   | Turchia              |
| 2  | Defne Tokol         | P     | 19 febbraio 1995 | Turchia              |
| 4  | Işıl Öz             | L     | 12 aprile 1998   | Turchia              |
| 5  | Merve Nezir         | S     | 16 dicembre 1997 | Turchia              |
| 6  | Lila Şengün         | P     | 2 marzo 2002     | Turchia              |
| 7  | Aslı Tecimer        | S     | 6 febbraio 1999  | Turchia              |
| 8  | Kimberly Drewniok   | O     | 11 agosto 1997   | Germania             |
| 9  | Büşra Cansu         | C     | 16 luglio 1990   | Turchia              |
| 10 | Merve Tanıl         | P     | 22 febbraio 1990 | Turchia              |
| 11 | Çağla Erdem         | O     | 18 giugno 1998   | Turchia              |
| 12 | Aleyna Vence        | C     | 5 ottobre 1998   | Turchia              |
| 13 | Gülnaz Özer         | P     | 23 luglio 1998   | Turchia              |
| 14 | Hanife Özaydınlı    | C     | 1º novembre 2002 | Turchia              |
| 17 | Begüm Hepkaptan     | C     | 25 giugno 1997   | Turchia              |
| 18 | Ajcharaporn Kongyot | S     | 18 giugno 1995   | Thailandia           |
| 19 | Chatchu-on Moksri   | S     | 6 novembre 1999  | Thailandia           |
| 77 | Su Zent             | C     | 25 marzo 1996    | Turchia              |

## Statistiche

### Statistiche di squadra
| Competizione     | Punti | In casa | In casa | In casa | In trasferta | In trasferta | In trasferta | Totale | Totale | Totale |
| Competizione     | Punti | G       | V       | P       | G            | V            | P            | G      | V      | P      |
| ---------------- | ----- | ------- | ------- | ------- | ------------ | ------------ | ------------ | ------ | ------ | ------ |
| Sultanlar Ligi   | 37    | 15      | 8       | 7       | 15           | 6            | 9            | 30     | 14     | 16     |
| Coppa di Turchia | 6     | 0       | 0       | 0       | 1            | 0            | 1            | 4      | 2      | 2      |
| Totale           | -     | 15      | 8       | 7       | 16           | 6            | 10           | 34     | 16     | 18     |

G = partite giocate; V = partite vinte; P = partite perse

### Statistiche dei giocatori
| Giocatore    | Campionato | Campionato | Campionato | Campionato | Campionato | Coppa di Turchia | Coppa di Turchia | Coppa di Turchia | Coppa di Turchia | Coppa di Turchia | Totale | Totale | Totale | Totale | Totale |
| Giocatore    | P          | PT         | AV         | MV         | BV         | P                | PT               | AV               | MV               | BV               | P      | PT     | AV     | MV     | BV     |
| ------------ | ---------- | ---------- | ---------- | ---------- | ---------- | ---------------- | ---------------- | ---------------- | ---------------- | ---------------- | ------ | ------ | ------ | ------ | ------ |
| B. Cansu     | 24         | 226        | 158        | 55         | 13         | 4                | 39               | 27               | 10               | 2                | 28     | 265    | 185    | 65     | 15     |
| K. Drewniok  | 29         | 447        | 407        | 27         | 13         | 4                | 60               | 57               | 1                | 2                | 33     | 507    | 464    | 28     | 15     |
| Ç. Erdem     | 27         | 78         | 69         | 8          | 1          | 4                | 7                | 6                | 1                | 0                | 31     | 85     | 75     | 9      | 1      |
| B. Hepkaptan | 26         | 131        | 81         | 34         | 16         | 2                | 1                | 0                | 1                | 0                | 28     | 132    | 81     | 35     | 16     |
| A. Kongyot   | 27         | 199        | 166        | 20         | 13         | 4                | 35               | 29               | 5                | 1                | 31     | 234    | 195    | 25     | 14     |
| S. Kurt      | 25         | 0          | 0          | 0          | 0          | 3                | 0                | 0                | 0                | 0                | 28     | 0      | 0      | 0      | 0      |
| C. Moksri    | 27         | 397        | 348        | 26         | 23         | 4                | 61               | 57               | 4                | 0                | 31     | 458    | 405    | 30     | 23     |
| M. Nezir     | 28         | 55         | 51         | 2          | 2          | 4                | 4                | 2                | 0                | 2                | 32     | 59     | 53     | 2      | 4      |
| I. Öz        | 27         | 0          | 0          | 0          | 0          | 2                | 0                | 0                | 0                | 0                | 29     | 0      | 0      | 0      | 0      |
| H. Özaydınlı | 0          | 0          | 0          | 0          | 0          | 0                | 0                | 0                | 0                | 0                | 0      | 0      | 0      | 0      | 0      |
| G. Özer      | 3          | 3          | 1          | 1          | 1          | -                | -                | -                | -                | -                | 3      | 3      | 1      | 1      | 1      |
| L. Şengün    | 6          | 7          | 5          | 2          | 0          | 3                | 3                | 2                | 0                | 1                | 9      | 10     | 7      | 2      | 1      |
| M. Tanıl     | 29         | 45         | 15         | 12         | 18         | 4                | 4                | 1                | 0                | 3                | 33     | 49     | 16     | 12     | 21     |
| A. Tecimer   | 29         | 58         | 43         | 5          | 10         | 4                | 3                | 1                | 0                | 2                | 33     | 61     | 44     | 5      | 12     |
| D. Tokol     | 4          | 0          | 0          | 0          | 0          | 0                | 0                | 0                | 0                | 0                | 4      | 0      | 0      | 0      | 0      |
| A. Vence     | 17         | 35         | 24         | 8          | 3          | 2                | 2                | 0                | 2                | 0                | 19     | 37     | 24     | 10     | 3      |
| S. Zent      | 19         | 94         | 64         | 20         | 10         | 4                | 29               | 17               | 10               | 2                | 23     | 123    | 81     | 30     | 12     |

P = presenze; PT = punti totali; AV = attacchi vincenti; MV = muri vincenti; BV = battute vincenti